# Mārtiņš Trautmanis
Mārtiņš Trautmanis (nacido el 7 de julio de 1988 en Ventspils) es un ciclista letón.

## Palmarés
- 2007
  - 1.º  Campeonato U23 de Letonia de ciclismo en contrareloja
- 2011
  - 1.ª  Campeonato de Letonia de Ciclismo en Ruta